# ウォンディウォイキノボリカンガルー
ウォンディウォイキノボリカンガルー（Dendrolagus mayri）は、ニューギニア島ウォンディウォイ山地に分布する哺乳綱双前歯目カンガルー科キノボリカンガルー属に分類される有袋類。

## 分布
インドネシア西パプア州トゥルク・ウォンダマ県ウォンディウォイ半島ウォンディウォイ山地の約1500メートル以上の標高で森林に分布する。

## 分類
Groves(2005)に従う、ドリアキノボリカンガルー（D. dorianus）の亜種である。異所性や異なる表現型による、Wilsonら(2020)等に従う、別種である。単型種である。

## 形態
昭和3年にエルンスト・マイヤーが収集されたロンドン自然史博物館の標本より、頭•体長63.5センチメートル、尾長57センチメートル、重9.3キログラム（雄）。黒褐色。所々に黄色。頭や手足や尻は赤みがかった。尾は淡黄色から白色。

## 生態
木の葉などを食べる。